# اچ‌ام‌اس سافو (۱۸۷۳)
اچ‌ام‌اس سافو (۱۸۷۳) (به انگلیسی: HMS Sappho (1873)) یک کشتی بود که طول آن ۱۶۰ فوت (۴۸٫۸ متر) بود. این کشتی در سال ۱۸۷۳ ساخته شد.